# Campylotropis alopochroa
Campylotropis alopochroa är en ärtväxtart som beskrevs av Hiroyoshi Ohashi. Campylotropis alopochroa ingår i släktet Campylotropis och familjen ärtväxter. Inga underarter finns listade i Catalogue of Life.